# Покателло (Айдахо)
Покателло (i[ˈpoʊkəˈtɛloʊ]) — місто у США, окружний центр і найбільше місто округу Беннок.

## Географія
Покателло розташоване за координатами 42°52′18″ пн. ш. 112°27′56″ зх. д. / 42.87167° пн. ш. 112.46556° зх. д. (42.871588, -112.465573). За даними Бюро перепису населення США в 2010 році місто мало площу 83,86 км², з яких 83,45 км² — суходіл та 0,40 км² — водойми. Середня висота Покателло — 1356 метрів. Площа міста становить 83,9 км².

### Клімат
| Клімат : Покателло                                  | Клімат : Покателло | Клімат : Покателло | Клімат : Покателло | Клімат : Покателло | Клімат : Покателло | Клімат : Покателло | Клімат : Покателло | Клімат : Покателло | Клімат : Покателло | Клімат : Покателло | Клімат : Покателло | Клімат : Покателло | Клімат : Покателло |
| Показник                                            | Січ.               | Лют.               | Бер.               | Квіт.              | Трав.              | Черв.              | Лип.               | Серп.              | Вер.               | Жовт.              | Лист.              | Груд.              | Рік                |
| Абсолютний максимум, °C                             | 15,6               | 18,3               | 23,9               | 30,0               | 36,1               | 39,4               | 40,0               | 40,0               | 36,7               | 32,8               | 23,9               | 17,8               | 40,0               |
| Середній максимум, °C                               | 0,3                | 3,1                | 9,3                | 14,6               | 19,9               | 25,4               | 31,0               | 30,6               | 24,3               | 16,1               | 6,9                | 0,4                | 15,2               |
| Середній мінімум, °C                                | −8,9               | −7,1               | −2,7               | 0,5                | 4,3                | 8,1                | 11,1               | 10,4               | 5,6                | 0,6                | −4,4               | −8,8               | 0,7                |
| Абсолютний мінімум, °C                              | −35                | −36,1              | −24,4              | −11,1              | −6,7               | −2,2               | 1,1                | −1,1               | −7,2               | −13,9              | −25,6              | −33,9              | −36,1              |
| Середня кількість сонячних годин на місяць          | 123,6              | 159,9              | 231,1              | 261,7              | 304,6              | 337,8              | 382,7              | 346,0              | 292,7              | 240,8              | 130,6              | 113,3              | 2924,8             |
| Норма опадів, мм                                    | 25                 | 25                 | 32                 | 29                 | 37                 | 25                 | 16                 | 15                 | 21                 | 22                 | 28                 | 31                 | 308                |
| Днів з опадами                                      | 11,4               | 9,8                | 9,7                | 9,0                | 9,5                | 6,6                | 4,4                | 4,5                | 4,9                | 6,2                | 9,3                | 11,3               | 96,6               |
| Днів зі снігом                                      | 9,9                | 7,2                | 5,1                | 2,9                | 0,7                | 0,0                | 0,0                | 0,0                | 0,1                | 1,0                | 5,3                | 10,0               | 42,2               |
| Вологість повітря, %                                | 75.2               | 72.3               | 65.0               | 53.8               | 51.8               | 49.2               | 41.3               | 40.4               | 46.7               | 54.5               | 68.8               | 75.3               | 57.9               |
| --------------------------------------------------- | ------------------ | ------------------ | ------------------ | ------------------ | ------------------ | ------------------ | ------------------ | ------------------ | ------------------ | ------------------ | ------------------ | ------------------ | ------------------ |
| Джерело: NOAA (sun and relative humidity 1961–1990) |                    |                    |                    |                    |                    |                    |                    |                    |                    |                    |                    |                    |                    |

## Демографія

### Перепис 2010 року
Згідно з переписом 2010 року, у місті проживало 54 255 осіб у 20 832 домогосподарствах у складі 13 253 родин. Густота населення становила 650,2 особи/км². Було 22 404 помешкання, середня густота яких становила 268,5/км². Расовий склад населення:
| - 90,5 % — білих - 1,7 % — корінних американців - 1,6 % — азіатів - 1,0 % — чорних або афроамериканців - 0,2 % — вихідців з тихоокеанських островів - 2,3 % — осіб інших рас |

Із 20 832 домогосподарств 33,6 % мали дітей віком до 18 років, які жили з батьками; 47,2 % були подружжями, які жили разом; 11,3 % мали господиню без чоловіка; 5,2 % мали господаря без дружини і 36,4 % не були родинами. 27,5 % домогосподарств складалися з однієї особи, у тому числі 8,2 % віком 65 і більше років. В середньому на домогосподарство припадало 2,53 мешканця, а середній розмір родини становив 3,10 особи.
Середній вік жителів міста становив 30,2 року. Із них 25,8 % були віком до 18 років; 14,5 % — від 18 до 24; 27,4 % від 25 до 44; 21,8 % від 45 до 64 і 10,7 % — 65 років або старші. Статевий склад населення: 49,9 % — чоловіки і 50,1 % — жінки.
Середній дохід на одне домашнє господарство  становив 53 355 доларів США (медіана — 40 269), а середній дохід на одну сім'ю — 66 169 доларів (медіана — 53 861). Медіана доходів становила 43 447 доларів для чоловіків та 30 334 долари для жінок. За межею бідності перебувало 21,9 % осіб, у тому числі 25,7 % дітей у віці до 18 років та 7,6 % осіб у віці 65 років та старших.
Цивільне працевлаштоване населення становило 25 046 осіб. Основні галузі зайнятості: освіта, охорона здоров'я та соціальна допомога — 29,6 %, роздрібна торгівля — 11,5 %, мистецтво, розваги та відпочинок — 9,7 %, науковці, спеціалісти, менеджери — 9,6 %.

### Перепис 2000 року
Згідно з переписом 2000 року в місті проживало 51 466 осіб у 19 334 домогосподарствах у складі 12 973 родин. Густота населення становила 703,7 особи/км². було 20 627 помешкань, середня густота яких становила 282,0/км². Расовий склад міста: 92,32 % білих, 0,72 % афроамериканців, 1,35 % індіанців, 1,15 % азіатів, 0,20 % тихоокеанських остров'ян, 2,18 % інших рас і 2,09 % людей, які зараховують себе до двох або більше рас. Іспанці та латиноамериканці незалежно від раси становили 4,94 % населення.
Із 19 334 домогосподарств 34,5 % мали дітей віком до 18 років, які жили з батьками; 52,6 % були подружжями, які проживають разом, 10,5 % мали господиню без чоловіка, і 32,9 % не були родинами. 25,0 % домогосподарств складалися з однієї особи, у тому числі 7,8 % віком 65 і більше років. В середньому на домогосподарство припадало 2,58 мешканця, а середній розмір родини становив 3,10 особи.
Віковий склад населення: 26,6 % віком до 18 років, 16,7 % від 18 до 24, 27,4 % від 25 до 44, 18,9 % від 45 до 64 і 10,4 % від 65 років і старші. Середній вік жителів — 29 років. Статевий склад населення: 49,2 % — чоловіки і 50,8 % — жінки.
Середній дохід домогосподарств у місті становив US$34 326, родин — $41 884. Середній дохід чоловіків становив $33 984 проти $22 962 у жінок. Дохід на душу населення в місті був $17 425. Близько 10,7 % населення перебували за межею бідності, включаючи 16,9 % віком до 18 років і 7,8 % від 65 і старших.